# اسپانیایی آمریکایی‌ها
اسپانیایی آمریکایی‌ها (اسپانیایی: español-americanos‎، hispano-americanos یا estadounidenses de origen español) آمریکایی‌ها هستند که منشأ اجداد شان به طور کامل یا بخشی از آن از اسپانیا است.